# Sansevijerija
Sansevijerija (lat. Sansevieria nom. cons.) je nekadašnji rod biljaka iz porodice Asparagaceae koji je sadržavao oko 60 vrsta koje se odnose na Agave iz Indije, Indonezije i tropskih dijelova Afrike. Nekoliko vrsta su obično poznate kao kućne biljke. Opisao ga je Thunb. 1874.
Cvjetovi Sansevieria su bijele boje, nejasno podsjećaju na zumbule. Jako mirišu, posebno navečer. Poznatija vrsta je Svekrvin jezik ili sabljica (Sansevieria trifasciata)
Rod se danas vodi kao sinonim za Dracaena Vand. ex L.

## Vrste
1. Sansevieria aethiopica Thunb.
2. Sansevieria arborescens Cornu ex Gérôme & Labroy
3. Sansevieria ascendens L.E.Newton
4. Sansevieria aubrytiana Carrière
5. Sansevieria bacularis Pfennig ex A.Butler & Jankalski
6. Sansevieria bagamoyensis N.E.Br.
7. Sansevieria ballyi L.E.Newton
8. Sansevieria bella L.E.Newton
9. Sansevieria braunii Engl. & Krause
10. Sansevieria burdettii Chahin.
11. Sansevieria burmanica N.E.Br.
12. Sansevieria canaliculata Carrière
13. Sansevieria caulescens N.E.Br.
14. Sansevieria concinna N.E.Br.
15. Sansevieria conspicua N.E.Br.
16. Sansevieria cylindrica Bojer ex Hook.
17. Sansevieria dawei Stapf
18. Sansevieria dhofarica T.A.McCoy & Lavranos
19. Sansevieria dooneri N.E.Br.
20. Sansevieria downsii Chahin.
21. Sansevieria dumetescens L.E.Newton
22. Sansevieria ebracteata (Cav.) Suresh
23. Sansevieria ehrenbergii Schweinf. ex Baker
24. Sansevieria eilensis Chahin.
25. Sansevieria erythraeae Mattei
26. Sansevieria fasciata Cornu ex Gérôme & Labroy
27. Sansevieria fischeri (Baker) Marais
28. Sansevieria formosa Chahin.
29. Sansevieria forskaliana (Schult. & Schult.f.) Hepper & J.R.I.Wood
30. Sansevieria francisii Chahin.
31. Sansevieria frequens Chahin.
32. Sansevieria gracilis N.E.Br.
33. Sansevieria gracillima Chahin.
34. Sansevieria hallii Chahin.
35. Sansevieria hargeisana Chahin.
36. Sansevieria humiflora D.J.Richards
37. Sansevieria hyacinthoides (L.) Druce
38. Sansevieria itumei (Mbugua) Jankalski
39. Sansevieria kirkii Baker
40. Sansevieria liberica Gérôme & Labroy
41. Sansevieria lineata T.G.Forrest
42. Sansevieria longiflora Sims
43. Sansevieria longistyla la Croix
44. Sansevieria lunatifolia L.E.Newton
45. Sansevieria masoniana Chahin.
46. Sansevieria metallica Gérôme & Labroy
47. Sansevieria newtoniana T.G.Forrest
48. Sansevieria nilotica Baker
49. Sansevieria nitida Chahin.
50. Sansevieria parva N.E.Br.
51. Sansevieria patens N.E.Br.
52. Sansevieria pearsonii N.E.Br.
53. Sansevieria pedicellata la Croix
54. Sansevieria perrotii Warb.
55. Sansevieria pfisteri D.J.Richards
56. Sansevieria phillipsiae N.E.Br.
57. Sansevieria pinguicula P.R.O.Bally
58. Sansevieria powellii N.E.Br.
59. Sansevieria powysii L.E.Newton
60. Sansevieria raffillii N.E.Br.
61. Sansevieria roxburghiana Schult. & Schult.f.
62. Sansevieria sambiranensis H.Perrier
63. Sansevieria scimitariformis D.J.Richards
64. Sansevieria senegambica Baker
65. Sansevieria sinus-simiorum Chahin.
66. Sansevieria sordida N.E.Br.
67. Sansevieria stuckyi God.-Leb.
68. Sansevieria subspicata Baker
69. Sansevieria subtilis N.E.Br.
70. Sansevieria suffruticosa N.E.Br.
71. Sansevieria trifasciata Prain
72. Sansevieria varians N.E.Br.
73. Sansevieria volkensii Gürke
74. Sansevieria zeylanica (L.) Willd.

## Vanjske poveznice
- Sansevierija: Neki kažu da čisti zrak, a drugi vjeruju da skida uroke